# Tōkaidō Yotsuya kaidan
Tōkaidō Yotsuya kaidan (jap. 東海道四谷怪談 Opowieść o duchach w Yotsui na trakcie Tōkaidō) – japońska sztuka teatralna ekscentrycznego dramaturga tworzącego dla teatru kabuki, Nanboku Tsuruyę IV (1755–1829). Opowiada o tragicznych losach Oiwy i jej męża – Iemona Tamiya.
Sztuka została wystawiona po raz pierwszy w lipcu 1825 roku w teatrze Nakamura-za w Edo (dzisiejszym Tokio). Pierwotna wersja łączyła dwa dramaty: Kana-dehon Chūshingura (Skarbiec wasalnej lojalności) oraz utwór niniejszy. Były one prezentowane w ciągu dwóch dni. Pierwszego dnia wystawiono Kana-dehon Chūshingura od aktu I do VI, a następnie Tōkaidō Yotsuya kaidan – akty I–III. Drugiego dnia odegrano Kana-dehon Chūshingura od aktu VII do XI, a Tōkaidō Yotsuya kaidan od aktu IV do V.
Obecnie sztuka istnieje w znacznie skróconych wersjach i zazwyczaj interpretuje się ją jako „Opowieść o duchach z Yotsuya”.

## Treść sztuki

### Akt I
Przystojny Iemon, który z bezpańskiego samuraja (rōnina) stał się wytwórcą papierowych parasolek, ma piękną żonę o imieniu Oiwa. Okazuje się jednak, że kocha on Oume, córkę bogatych sąsiadów, którzy są mu przychylni i knują spisek. Przysyłają lek, który ma wzmocnić Oiwę po porodzie, a w rezultacie zmienia jej twarz w oblicze straszydła. Iemon, widząc to wybiega z domu i ukrywa się u sąsiadów.

### Akt II
Iemon mieszka u rodziców Oume, którzy radzą mu rozwieść się z żoną. Po powrocie do domu nie ma on odwagi jej tego powiedzieć, ale traktuje ją okrutnie i doprowadza do samobójstwa. Oiwa przebija się mieczem podczas jego nieobecności. Gdy po powrocie znajduje ją martwą, zabija służącego Koheia, usuwając tym samym świadka konfliktu. Oba ciała wrzuca do rzeki.
Zjawia się Oume w ślubnym stroju, ale Iemon widzi w niej Oiwę i zabija ją również. Po chwili jednak orientuje się, że zamordował swoją narzeczoną. Wybiega z domu, spotyka ducha Koheia i dobywa miecza, aby po chwili pojąć, iż zabił również swojego przyszłego teścia.

### Akt III
Iemon włóczy się nad brzegiem rzeki jak we śnie. Widzi wynurzające się z wody ciało Oiwy mówiącej coś do niego. Odpycha je od brzegu, lecz to wysiłek nadaremny. Po drugiej stronie rzeki ukazuje się ciało Koheia. Zrozpaczony Iemon rzuca się do rzeki i tonie.

## Adaptacje
Popularność legendy i jej różne warianty tłumaczy się na różne sposoby. Przede wszystkim pasowała ona do nastrojów, jakie wówczas panowały. Era Bunsei (1818–1830) była czasem fermentu społecznego i stłumiona pozycja kobiet w społeczeństwie była poważną sprawą. Przemiana z bezsilności w olbrzymią moc była czymś, do czego ludzie mogli się ustosunkować. Oiwa, z delikatnej ofiary przeistoczyła się w potężnego mściciela, podczas gdy Iemon odmienia się z dręczyciela w dręczonego. Co więcej, Oiwa jest duchem bardziej bezpośrednim w zemście niż Okiku, inny popularny duch kabuki. Jest bardziej brutalna. Ten dodatkowy poziom przemocy przyprawiał o dreszcze emocji publiczność, która szukała coraz więcej agresywnych form rozrywki.
Najsłynniejsze jej przedstawienie w teatrze kabuki, to wypływające prawe oko oraz zniekształcona na skutek działania trucizny twarz. Często także jest pokazywana bez włosów, jako inny efekt trucizny (wszak legenda mówi o wypadaniu włosów). Opowieść Yotsuya kaidan została wykorzystana do filmów więcej razy, niż jakiekolwiek inne opowiadanie. Dokładna liczba adaptacji jest nieznana, gdyż wiele filmów uległo zniszczeniu podczas okupacji. Ich liczbę jednak szacuje się obecnie na ponad 30 wersji.
Pierwsza ekranizacja powstała w 1912 roku, a w kolejnych latach 1913–1937, było ich 18. Niektóre znacznie różniły się od pierwowzoru. Adaptacja z 1942 roku w reżyserii Keisuke Kinoshity (1912–1998), usunęła upiorne elementy i przedstawiła Oiwę jako widmo winnej psychiki jej męża.
Za adaptację najwierniejszą pierwotnej wersji, uważa się dzieło Nobuo Nakagawy (1905–1984) z 1959 roku, zatytułowane Tōkaidō Yotsuya kaidan.
W 1994 roku Kinji Fukasaku wrócił do korzeni teatru kabuki i połączył historie Chūshingura i Yotsuya kaidan w jeden film – Crest of Betrayal.

## Wpływ na kulturę
Trudno mierzyć wpływ legendy o Oiwie na współczesne japońskie horrory. Wiele z jej cech jest typowa dla onryō (mściwa zjawa), wliczając w to jej białe kimono, które w Japonii jest symbolem żałoby oraz długie, wyglądające niechlujnie włosy. W tym sensie jej wpływ jest nie większy niż inny w podobnym gatunku. Jednakże postać Sadako z filmowego Ringu jest czystym odniesieniem do postaci Oiwy. Jej ostatnie pojawienie się jest bezpośrednią adaptacją z legendy, wliczając w to spadające kaskadą czarne włosy oraz łypiące, zdeformowane oko.

## Galeria

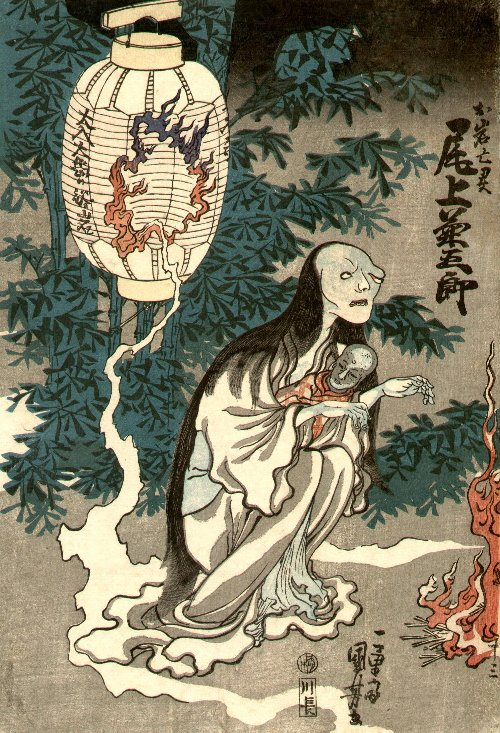
Kuniyoshi Utagawa (1798–1861), Duch Oiwy
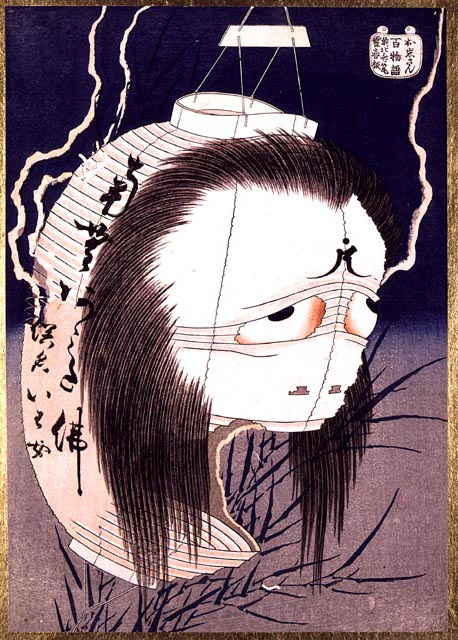
Hokusai Katsushika (1760–1849), Oiwa objawiająca się jako duch latarni
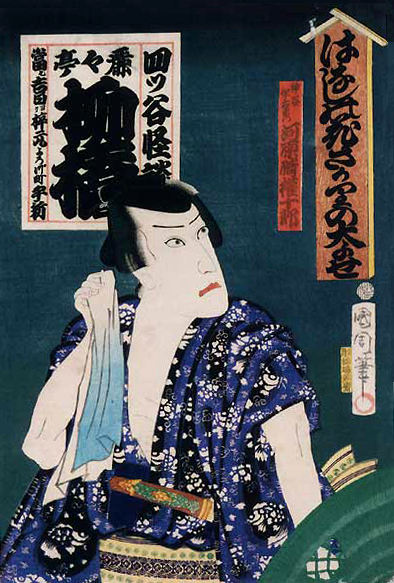
Kunichika Toyohara (1835–1900), Aktor Gonjūrō Kawarasaki I jako Iemon Tamiya
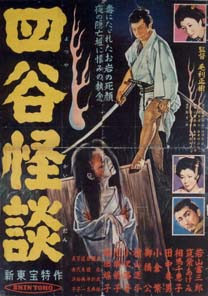
Plakat do filmu „Yotsuya kaidan” z 1956 r.